# Neosardus elegans
Neosardus elegans är en tvåvingeart som beskrevs av Yeates 1996. Neosardus elegans ingår i släktet Neosardus och familjen svävflugor.
Artens utbredningsområde är Western Australia. Inga underarter finns listade i Catalogue of Life.